# 田中香子
田中 香子（たなか よしこ、4月30日 - ）は、東京都豊島区出身の女優。ライブやブログ等でSoo(すー)の名前を用いる場合もある。身長154cm、B型。

## 人物
東京都豊島区生まれ。大妻女子大学短期大学部卒業、中学校教諭2種免許（国語）取得。劇団青杜にて、声優の古川登志夫に師事。同退団後、俳協演劇研究所入所、演出家・手塚敏夫への師事を経てフリーとなり、舞台を中心に活動。自身が主宰するプロデュースユニット「Soorasia(すぅらしあ)」の名で不定期にプロデュース公演やワークショップも行う。
趣味は漫画、温泉、乗馬。特技はやせがまんと図画工作。劇中の小道具や衣裳を自ら手がけることも多い。
舞台では、ファンタジックな作品への出演やヒロインを務めることが多く、自身のブログで「メルヘン担当｣「ロマンス班」としばしば自称していた。
2015年より芸能事務所な希楽星に所属、テレビ、CM、映画等の映像分野へも活動を広げている。

## おもな出演作

### 舞台
- パパは誘拐犯〜芦屋令嬢誘拐事件〜（1998年、代々木パオ）
- お父さんの葬式（1999年、東演パラータ)
- Mと呼ばれた少女（2000年、東京芸術劇場）
- 闇に咲く花 - 勢子 役 （2002年、TACCS1179）
- M - 南奈美（2002年、Soorasia公演、TACCS1179）
- EDDIE（2002年 - 2006年、学校公演）
- ホーム!（2003年、シアター風姿花伝）
- ケナフファンタジーミュージカルKNF20:03（2003年、平塚市民センター）
- 遠い水の記憶  -マスダアケミ 役 （2003年、シアターサンモール）
- 道化と愛は平行線 - ミャンミャン 役（2004年、TACCS1179）
- 美しきものの伝説 - サロメ 役（2004年、シアターVアカサカ）
- オハコ△▼ロック♪（2004年、下北沢「劇」小劇場、シアター風姿花伝）
- 葉桜と魔笛 - ひとり芝居（2005年、Soorasia公演、渋谷Rebirth）
- シーチキンパラダイス◎（2005年、シアター風姿花伝）
- お月さまへようこそ - メアリー役、シャーリー 役（2006年、スタジオアキラ）
- 月と語りとアンサンブル - 語り手（2007年、スタジオアキラ）
- 東京コメディストアジェイ - 即興コメディライブ（2008年 - 2010年、原宿クロコダイル）
- はっぴぃさん - カラス役、カタツムリ役（2009年、下北沢楽園）
- 森蔭アパートメント - あさのひかり 役（2009年、てあとるらぽう）
- 岡と土岐 - 煕子 役（2010年、中野ザ・ポケット）
- 京劇 孫悟空vs孫悟空（2010年、関内ホール、なかのゼロホール）
- ラブ・レター - パイラン 役（2011年、中野HOPE）
- 獬(xiè-シエ-) - 鈴子 役（2012年、Soorasia公演、絵空箱）
- 恥 - ひとり芝居（2012年、絵本塾ホール）
- 間違いの喜劇 - エドリエーナ 役（2013年、北とぴあ、江戸東京博物館大ホール）
- 地下鉄に乗って - 軽部みち子 役（2013年、中野BONBON）
- King Lear(リア王) - コーディーリア / 道化 役(一人二役)（2014年、江戸東京博物館大ホール）
- マクベス - マクベス夫人 役（2014年、座・高円寺2）
- ヴェニスの商人 - ポーシャ 役（2014年、studio applause）
- 押入れのちよ - ちよ 役（2014年、絵空箱）
- 花や今宵 - 真知子 役（2015年、中野HOPE）
- 華々しき一族 - 諏訪 役（2016年、スタジオDADA）
- 容疑者Xの献身 - 岸谷 役（2016年、中野ザ・ポケット）
- マクベス - マクダフ夫人 役（2017年、座・高円寺2）
- 漫劇!! 手塚治虫 第四巻 ブラック・ジャック - 三田女史 役（2017年、シアターグリーン）
- 精霊流し - 二人芝居（2017年、Soorasia公演、アートスペースサンライズホール）
- 追憶〜七人の女詐欺師〜 - メリケン・キヨ 役（2017年、紀伊國屋ホール）
- アリス - 白うさぎピーター 役（2017年、座・高円寺2、）
- 名作劇場「長女」 - 長女・節子 役（2018年、両国シアターX）
- 夏の夜の夢 - ピーター・クインス（ボトムのおかみさん） 役（2018年、座・高円寺2）
- ANIMAL・WANDER・WORLD - ヒヅメ 役（2018年、ラゾーナ川崎プラザソル）
- 名作劇場「家主の上京」 - 静子 役（2018年、両国シアターX）
- 今日は明日と同じ未来 - 松田百合子 役（2018年、小劇場楽園）
- リア王 -道化 役（2018年、座・高円寺2）
- 名作劇場「良緣」 - 敏子 役（2019年、両国シアターＸ）
- 殉血のサルコファガス - 剣崎 役（2019年、シアターモリエール）
- JUDY～The Great Unknown Squadron～ - 平ともえ・平叔江 役（2019年、シアターグリーン）
- ララバイ・オブ・70’s - まゆみ 役（2019年、シアターグリーンBOX in BOX  THEATER ）
- 佐山家シンフォニア - 浩美 役（2019年、六行会ホール）
- 葉桜と魔笛 - ひとり芝居（2021年、Soorasia公演、無観客配信公演）
- RED WING - あけみ 役（2021年、博品館劇場)
- 家族のはなし - 戸田美千代 役 (2021年、ホクト文化ホール)
- 名作劇場「鰤」 - 千代子 役 （2021年、両国シアターＸ）
- 朗読劇 かもめ - ニーナ 役 （2021年、シアターシャイン）
- 楽屋 - 女優C 役 （2022年、てあとるらぽう）
- 花嫁は雨の旋律 - 波崎夢子 役（2022年、六行会ホール)
- 家族のはなし  - 戸田美千代 役（2022年、 IMAホール)
- 語りライブ〜桜にまつわる物語り〜  - 葉桜と魔笛（2023年、  日暮里サニーホール・コンサートサロン)
- ギフテッド〜intellectual giftedness〜  -  柊瑠夏 役（2023年、π TOKYO  )
- フクロウガスム - 母 役 (2023年、 シアターグリーン BASE THEATER)
- 火男の火 - 伊万里 役(2023年、CBGKシブゲキ‼︎)
- Withered Life~苛烈玖州事変~ -イブ 役（2024年、シアターグリーンBIG TREE THEATER）
- 煙が目にしみる - 野々村礼子 役(2024年、オメガ東京)
- から騒ぎ  - ドグベリー 役(2024年、座・高円寺2)
- ペルソナ叢書「人狼」おいよ 役(2024年、新生館スタジオ)
- 冬物語  - オートリカス 役(2024年、座・高円寺2)
- 虹色のトロツキー 建国大学篇（2025年、すみだパークシアター倉）[7]
- 春色生誕祭『五十(未)知命』 - ひとり芝居「葉桜と魔笛」（2025年、Soorasia公演、絵空箱）

### 映画
- ヒキタさん!ご懐妊ですよ（2019年、監督：細川徹）
- 徒花（2024年、監督：甲斐さやか)

### ドラマ
- 華麗なる一族 - 女中（2021年、WOWOW）

### ナレーション
- 朝日ウィークリーCD　『英語が聞こえる耳』（2002年 - 2008年）
- ビデオ・パック・ニッポン 妊娠・出産のQ&A（2006年）
- science translational medicine（2009年）

### CM
- NTTドコモ東北「ブラウザホン　美容室編／鏡編」
- 東邦銀行
- KDDI　DION「影響編」
- 聖教新聞「妻からの手紙編」
- 小林製薬「生葉」

### テレビ
- いいものセレクション（フジテレビ）
- トリハダ!スペシャル（テレビ朝日）
- Mr.サンデー（フジテレビ）
- 爆報! THE フライデー（TBS）
- 巷のリアルTV カミングアウト!（フジテレビ）
- 総合診療医ドクターG（NHK）
- ザ!世界仰天ニュース（日本テレビ）
- サタデーステーション（テレビ朝日)
- サンデーステーション（テレビ朝日)
- 坂上どうぶつ王国（フジテレビ）
- 奇跡体験！アンビリバボー（フジテレビ）

### 広告
- 朝日ウィークリー（2002年）
- ドコモ公式チャンネル「つながりほっとサポート」
- 明治の宅配Web動画「強がりの父」篇

### ラジオ
- NEXTONE　SAFETY SHOESの真夜中★Good Morning（2005年、Inter FM） - アシスタントパーソナリティー